# آلیون بادارا کولیبالی
آلیون بادارا کولیبالی (به فرانسوی: Alioune Badara Coulibaly) شاعر و رمان‌نویس قرن بیستم میلادی اهل سنگال است.